# مايكل تشن
مايكل تشن (بالصينية: 陳國治) (و. 1951 – م) هو سياسي، من كندا، ولد في قوانغتشو.

## مناصب
تولى منصب عضو برلمان مقاطعة أونتاريو.